# Pyeonghwa Motors
La Pyeonghwa Motors (parfois écrit de manière erronée Pyonghwa, qui veut dire « paix » en coréen) est un fabricant automobile et la seule entreprise de construction automobile de la Corée du Nord.

## Histoire
Cette société est le fruit d'une coentreprise (joint-venture) entre la société Pyonghwa Group de Séoul en Corée du Sud, entreprise très liée à la secte de Sun Myung Moon, et la société nord-coréenne Ryonbong General Corp., dont le siège est à Nampo. L'entreprise fabrique deux voitures sous licence Fiat, un pick-up et un SUV, en assemblant des kits CKD fournis directement par le constructeur chinois Dandong Shuguang.
Pyeonghwa Motors détient les droits exclusifs de production, d'achat et de vente de toute automobile neuve ou d'occasion en Corée du Nord bien que la plupart des habitants n'aient pas les capacités financières pour acheter ce type de produit, du fait du niveau de vie faible. À cause de ce marché peu étendu, la production de Pyeonghwa Motors est très réduite. Erik van Ingen Schenau, auteur de Automobiles Made in North Korea, a estimé que la production du constructeur Nord-Coréen ne dépassait pas les 400 exemplaires en 2005.
Dans les années 2000, l’entreprise a diffusé des publicités à Pyongyang.

## Modèles et alliances
Au cours de l'été 2006, la revue gouvernementale Foreign Trade, publia une publicité pour les produits nord-coréens où figurait une nouvelle automobile de luxe produite par Pyeonghwa, la Junma, qui semblait être la copie conforme de la SsangYong Chairman, voiture sud-coréenne. La Chairman n'étant, à son tour, que l'assemblage de composants copiés du modèle Mercedes-Benz Classe E.
La même année, Pyeonghwa Motors signa un accord avec le constructeur chinois Brilliance China Auto pour assembler le van Jinbei Haice, version chinoise du très ancien Toyota HiAce,.
En 2007, Pyeonghwa Motors lance la Brilliance Junjie sous le nom de Hwiparam II. Hwiparam étant le nom donné à la Fiat Siena première version de 1997 qui est toujours fabriquée en Corée du Nord.
Les modèles « Premio » et « Pronto » sont commercialisés au Vietnam par le constructeur local Mekong Auto, qui fabrique également des modèles Fiat depuis 1995. (cette société est en partie détenue par des sociétés liées à l'Église de l'unification).

## Actionnaires
- 70 % Pyeonghwa Group (Séoul) (détenu par l'Église de l'unification)
- 30 % Ryonbong Corp. (Corée du Nord)

## Modèles
- 410 (de 1994 à 2002)
- Huiparam (de 2002 à 2006)
- Huiparam Ⅱ (depuis 2005)
- Huiparam Ⅲ (depuis 2011)
- Junma (2006, concept car)
- Junma (de 2008 à 2009)
- Paso 990 (depuis 2011)
- Ppeokkugi (en 2003 et 2004)
- Ppeokkugi Ⅱ (depuis 2004)
- Ppeokkugi Ⅲ (depuis 2004)
- Ppeokkugi 4WD-A/B/C (depuis 2009)
- Premio DX (de 2004 à 2009)
- Premio DX Ⅱ (depuis 2009)
- Premio MAX (depuis 2004)
- Pronto DX (de 2004 à 2009)
- Pronto GS (depuis 2009)
- Samchunri (depuis 2005)
- Zunma (depuis 2008)

## Chronologie
- 1999, avril - fondation de l'Église de l'unification,
- 2000, janvier - coentreprise avec Ryonbong Corp.
- 2002, avril - installation de la première ligne de production à Nampo où sort la première Hwiparam (Fiat Siena)
- 2004 - lancement des modèles "Premio" et "Pronto"